# Años 370 a. C.
Los años 370 antes de Cristo transcurrieron entre los años 379 a. C. y 370 a. C. 

## Acontecimientos
- Epaminondas, estratego tebano, decide la fundación de Megalópolis.
- 375 a. C.: El militar tebano Pelópidas vence al ejército espartano en la Batalla de Tegira, liderando el Batallón Sagrado de Tebas.